# Zoarcoidei
Los Zoarcoidei son un suborden de peces dentro del orden Perciformes. Son generalmente peces anguiliformes.

## Sistemática
Existen nueve familias encuadradas en este suborden:
- Anarhichadidae Bonaparte, 1835 - Peces lobo y Anguilas lobo.
- Bathymasteridae Jordan y Gilbert, 1883 - Roncos pelones.
- Cryptacanthodidae Gill, 1861
- Pholidae Gill, 1893 - Espinosos de marea.
- Ptilichthyidae Jordan y Gilbert, 1883
- Scytalinidae Jordan y Starks, 1895
- Stichaeidae Gill, 1864
- Zaproridae Jordan, 1896
- Zoarcidae Swainson, 1839 - Viruelas.

Además, en un proceso de remodelación del suborden basado en análisis del ADN mitocondrial, se han convertido géneros que antes estaban en otras taxones a familias o subfamilias dentro de este, que a la espera de ser aceptadas la sistemática filogenética de este suborden según Radchenko (2015) y Turanov (2016) sería la siguiente:
- Anarhichadidae Bonaparte, 1835
- Bathymasteridae Jordan y Gilbert, 1883
- Cryptacanthodidae Gill, 1861
- Eulophiidae
- Pholidae Gill, 1893Gill, 1893
- Ptilichthyidae Jordan y Gilbert, 1883
- Scytalinidae Jordan y Evermann, 1898
- Stichaeidae Gill, 1864:
  - Subfamilia Azygopterinae
  - Subfamilia Chirolophinae
  - Subfamilia Lumpeninae
  - Subfamilia Opisthocentrinae
  - Subfamilia Stichaeinae
  - Subfamilia Xiphisterinae
- Zaproridae Jordan y Evermann, 1898
- Zoarcidae Swainson, 1839:
  - Subfamilia Gymnelinae
  - Subfamilia Lycozoarcinae
  - Subfamilia Neozoarcinae
  - Subfamilia Zoarcinae

## Imágenes

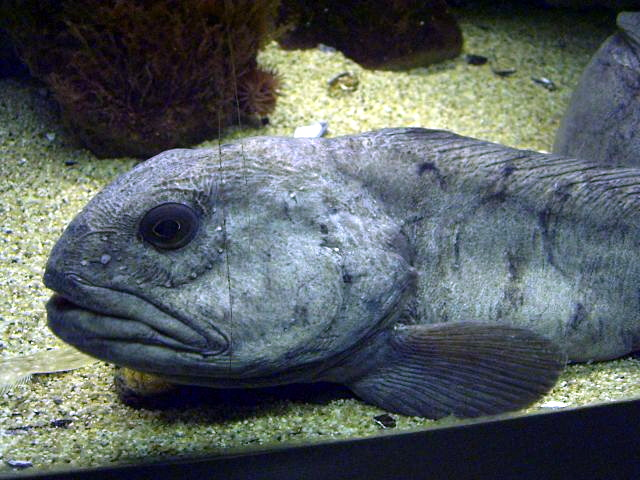
Pez lobo
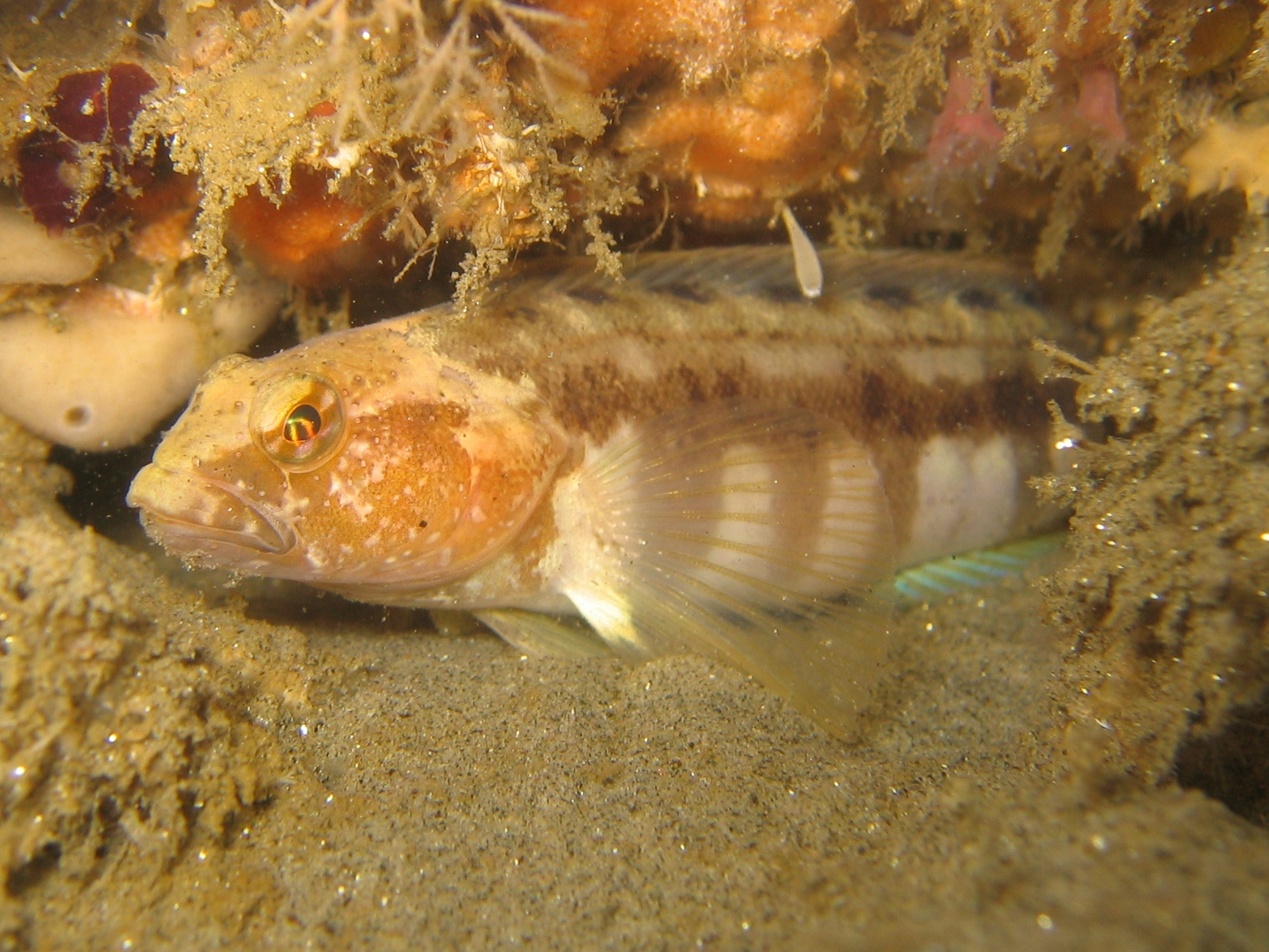
Ronco pelón
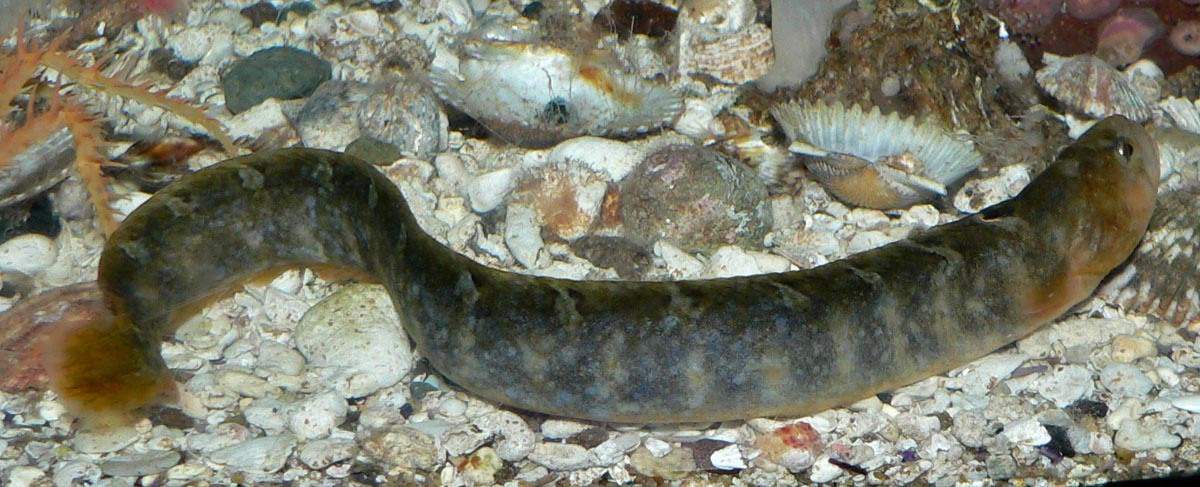
Espinoso de marea
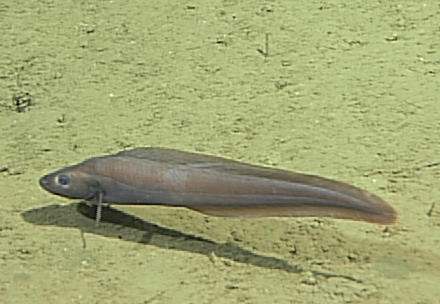
Viruela